# Jan Čarek
Jan Čarek, né le 29 décembre 1898 à Heřmaň et mort le 27 mars 1966 à Prague, est un poète, essayiste et critique littéraire tchécoslovaque. Il était très populaire à son époque pour ses livres pour enfants et sa poésie « rurale ».

## Biographie
De 1910 à 1918, il étudie au lycée de Písek. Il a d'abord travaillé comme employé des chemins de fer. À partir de 1946, il commence sa carrière d'écrivain professionnel.
Dès les années 1920, il publie régulièrement ses œuvres dans plusieurs magazines littéraires tchèques. Après 1948, il se consacre presque exclusivement à la littérature pour enfants.